# Публій Папіній Стацій
Публій Папіній Стацій (45 — 96) — давньоримський поет часів правління імператора Доміціана.

## Життєпис
Народився у Неаполі. Походив з родини кампанійських романізованих греків. Далекі предки його були вільновідпущенниками з роду Папінієв. Батько Публія спочатку належав до стану вершників, втім втратив його внаслідок фінансових потрясінь через зміну імператорів після Нерона. Батько Стація викладав у Римі грецьку та римську літератури, брав участь у поетичних конкурсах на Августаліях (у Неаполі), Немейських, Піфійських, Істмійських іграх. Ймовірно, під проводом батька Публій Стацій здобув початкову освіту.
З дитинства Стацій брав участь у поетичних конкурсах у Неаполі та Альбані. Тут він тричі здобував перемогу. Після смерті батька у 79 році Публій Стацій переїхав до Риму, де здобув прихильність та підтримку від багатьох представників римської аристократії. Тут він написав першу велику поему «Фіваїда». Наступною значною працею Публія є «сильви», в яких значне місце присвячено імператору Доміціану. Брав участь у Капітолійських змаганнях з поезії у 94 році, але не зміг здобути перемогу. Розчарування цією невдачею спонукали Публія Стація повернутися до Неаполя.
У Неаполі він продовжував працювати над «Сильвами», випустивши ще одну книгу з цього циклу. Там він також здобув прихильність з боку місцевої знаті. Тоді ж він почав роботу над поемою «Ахеллеїда», проте не встиг її завершити.

## Творчість
Як поет Публій Стацій був універсальним. Навчений своїм батьком, знайомий з класикою давньоримської та давньогрецької літератури, Стацій міг складати вірші гекзаметром, сапфічною строфою, алкеїві та фалекейські вірші. Був майстром епіграм.

### Твори
- Мім «Агава». 80—1 роки.
- «Про Германську війну». 90 рік. Це панегірик перемоги Доміциана над даками та германцями.
- «Фіваїда». 12 книг. Працював з 80 до 92 року.
- «Сильви» 93—96 роки.
- «Ахеллеїда». 95—96 роки.

## Родина
Дружина — Клавдія. Дітей не було.